# Елица и Стунджи
Елица и Стунджи (също Елица и Стоян) е популярно дръм дуо от България.
Включва музикантите Елица Тодорова и Стоян Янкулов. Те класират България на финала на Евровизия през 2007 г. на рекордното за страната 5-о място с песента си „Вода“. През 2008 г. създават хита „Земя“. През 2013 г. атакуват Евровизия с две песни „Кисмет“ и „Само шампиони“. Одобрена е втората, и те представят България в Евровизия 2013 с песента си „Само шампиони“, но не успяват да се класират за финала, тъй като правилата са променени и вече освен зрителски вот има и вот на национално жури.